# Бысахым
Бысахым — озеро на северо-востоке Якутии, в Среднеколымском улусе (Сень-Кюёльский наслег). Расположено в юго-восточной части Колымской низменности, в правобережье реки Алазея. По соседству находятся еще несколько крупных озёр: Илин-Эбе на востоке, Унестех на севере, Набырскай и Балаганнах на юге. При этом с озером Илин-Эбе Бысахым связан протокой, которая также проходит через менее крупное озеро Ойбон-Еёлюе. 
Площадь зеркала 17,4 км², площадь водосбора — 27 км². Длина озера 5,8 км, ширина в южной части достигает 4,1 км. Высота над уровнем моря — 31 м.
Озеро имеет каплевидную форму. Береговая линия слабо изрезана. Берега низкие, поросшие кустарником, луговой растительностью; на севере — участки лесотундры. Острова отсутствуютref name="карта" />. Через систему рек, проток и озёр имеет сток в Алазею. Ближайший населённый пункт — село Ойусардах, расположенное в 33 км к югу.